# Polityka budżetowa
Polityka budżetowa – jest rodzajem polityki gospodarczej, na którą składają się wydatki rządowe, podatki i transfery oddziałujące na poziom zagregowanego popytu w gospodarce. 
Polityka budżetowa razem z polityką monetarną umożliwia państwu oddziaływanie na gospodarkę za pomocą instrumentów pieniężnych w celu łagodzenia przebiegu cyklu koniunkturalnego i osiągania wzrostu gospodarczego, zmniejszania bezrobocia i osiągania stabilności cen. 
Dzięki stosowaniu narzędzi polityki budżetowej rząd dąży do osiągnięcia trzech podstawowych celów. Pierwszym jest cel fiskalny polegający na zaspokojeniu popytu władz publicznych na dochody. Drugim celem jest wydatkowanie środków publicznych aby zrealizować statutowe zadania władz publicznych i oddziaływać na zagregowane wydatki/zagregowany popyt dążąc do osiągnięcia pożądanego poziomu gospodarowania. Trzecim celem jest zrealizowanie pozafiskalnych celów dzięki wykorzystaniu narzędzi fiskalnych. 
Aby zrealizować wyznaczone cele wykorzystywane są narzędzia polityki budżetowej, do których zaliczamy: narzędzia podatkowe, różnego rodzaju wydatki, jak np. na restrukturyzację gospodarki czy roboty publiczne, a także deficyt budżetowy, dług publiczny, poręczenia i gwarancje państwa. 
Polityka budżetowa może być aktywna lub pasywna. Realizowanie aktywnej polityki budżetowej oznacza, że rząd wybiera narzędzia służące osiągnięciu wyznaczonych celów. Natomiast polityka pasywna realizowana jest samoczynnie dzięki wmontowanemu systemowi automatycznych stabilizatorów, jakimi są podatki bezpośrednie i pośrednie oraz zapomogi i programy stabilizacyjne. Jest to możliwe dzięki giętkości systemu podatkowego, dzięki której wielkość wpływów podatkowych uzależniona jest od koniunktury gospodarczej. 
Wydatki rządowe wpływają na zagregowany popyt w gospodarce w sposób bezpośredni, gdyż powodują zwiększenie wydatków całkowitych. Podatki i transfery oddziałują na zagregowany popyt pośrednio, poprzez automatyczne stabilizatory, gdyż determinują wielkość wydatków do dyspozycji. Wpływ poszczególnych narzędzi fiskalnych na zagregowany popyt można obliczyć posługując się odpowiednimi formułami mnożnika.  